# Triplemanía XV
Triplemanía XV fue la edición número 15 de Triplemanía, evento de pago por visión de lucha libre profesional producido por la empresa mexicana Asistencia Asesoría y Administración. El evento se realizó el 15 de julio de 2007 desde el Toreo de Cuatro Caminos en Naucalpan, Estado de México.
Esta edición fue la cuarta y última en ser realizada en el Toreo de Cuatro Caminos de Naucalpan, Estado de México, tras los Triplemanía XI, XII y XIV antes de ser derribada en 2008.

## Resultados
- Alfa, Faby Apache, Cassandro y Mini Abismo Negro derrotaron a El Oriental, Cynthia Moreno, Octagoncito y Pimpinela Escarlata
  - Apache cubrió a El Oriental después de que Valentín Elizalde le pegará un guitarrazo.
  - Alfa cubrió a Oriental con un Tigre Pin
- Los Mexican Power (Joe Líder y Crazy Boy) derrotaron a La Secta del Mesias (Dark Ozz y Dark Scoria) en un Extreme Rules Match y ganaron los Campeonato Mundial en Parejas de la AAA.
  - Crazy Boy cubrió a Dark Ozz después de aplicarle Mortal hacia atrás con una silla.
- Juventud Guerrera (s/Octagon) derrotó a Fuerza Guerrera (s/Sangre Chicana) en un Extreme Rules Match (padre vs hijo)
  - Juventud Guerrera cubrió a su padre Fuerza Guerrera tras aplicarle un 450° splash
  - Sangre Chicana y el Tirantes intervinieron a favor de Fuerza Guerrera
  - Octagon y Pepe Tropicasas intervinieron a favor de Juventud Guerrera
- El Apache y Laredo Kid (s/Faby Apache) derrotaron a Super Calo y a Super Fly (s/Sexy Star) en una lucha de Relevos Increíbles
  - El Apache cubrió a Super Fly después de clavarlo contra la lona
  - Faby Apache intervino a favor de El Apache y Laredo Kid y Sexy Star intervino a favor de Super Fly
  - El equipo que perdiera se enfrentaría entre sí en una lucha de apuestas
- Super Fly (s/Laredo Kid) derrotó a Super Calo (s/El Apache) en una lucha de apuestas Máscara vs Máscara
  - Super Fly cubrió a Super Calo tras hacerle un "Bridging German Suplex".
  - Como consecuencia, Super Calo perdió su máscara
  - La identidad de Super Calo es: luchador llamado "Rafael García" con lugar de origen México, Distrito Federal, con 15 años de luchador profesional
- La Legión Extranjera Head Hunter, R-Truth, Sabu y Rikishi (con Konnan y Perla Negra) derrotaron a La Parka, Latin Lover, El Animal y El Zorro
  - Rakishi cubrió a El Zorro con un "Banzai Drop", después de que Konnan le pegara
  - Konnan y Perla Negra intervinieron a favor de La Legión Extranjera
- Los Hell Brothers El Cibernético, Charly Manson y Chessman derrotaron a La legión Extranjera Kenzo Suzuki, Mesias y Sean Waltman "X-Pac", en una lucha de apuestas en el Domo de la Muerte
  - Así fue el orden de salida de cada luchador:

| Orden de salida | Luchador      | Tiempo |
| --------------- | ------------- | ------ |
| 1               | Charly Manson | 12:40  |
| 2               | X-Pac         | 12:54  |
| 3               | Chessman      | 15:40  |
| 4               | Mesias        | 15:48  |
| 5               | Cibernético   | 19:42  |
| Perdedor        | Kenzo Suzuki  |        |

- - Mesias dejó caer desde lo más alto del domo a Chessman sobre unas mesas
  - como consecuencia Kenzo, perdió la cabellera

## Comentaristas
- Arturo Rivera "El Rudo"
- Héctor Guerrero
- Dr. Alfonso Morales
- Jesús Zúñiga

- Datos: Q7843577